# Boškov
Boškov (německy Poschkau) je vesnice v Oderských vrších v okrese Přerov, místní část Potštátu. Leží asi se 3 km jihozápadně od něj, v nadmořské výšce 550 m n. m. Katastr obce má rozlohu 902 ha a leží na hranici vojenského újezdu Libavá v Olomouckém kraji.

## Historie
První písemná zmínka je z roku 1394. V roce 1675 měl Boškov přibližně 225 obyvatel a patřil Karolíně d'Austria, provdané kněžně Contecroi. Tehdy bylo v Boškově 10 velkých gruntů, 6 středních gruntů, 11 tzv. zahradníků, 16 chalupníků bez pole a 1 mlynář. Po smrti Karolíny D'Austria připadlo panství císaři a ten je prodal roku 1663 Janovi svobodnému pánovi z Walderode.
V minulosti byl osídlen převážně německým obyvatelstvem, za druhé světové války byla vesnice součástí Německé říše (německý název Poschkau), patřila do okresu Moravský Beroun. Po válce, v roce 1946, bylo německé obyvatelstvo odsunuto. Do odsunu Němců patřila k Boškovu také zaniklá vesnice Heřmánky. Do roku 1989 obec trpěla blízkostí vojenského výcvikového prostoru Libavá a přítomností vojáků Sovětské armády.

## Současnost
Dnes zde žije 73 obyvatel, stojí 48 domů. Většina domů je využívána k víkendové rekreaci obyvatel Ostravska, Přerovska a Hranic. Ze stálých obyvatel je většina zaměstnána v lesním hospodářství. Ve vesnici není žádná občanská vybavenost (škola, školka, hostinec ani obchod), chybí kanalizace, plynofikace. Veřejný vodovod byl zprovozněn v roce 2012.
K vesnici také patří osada Kouty (německy Winkelsdorf).

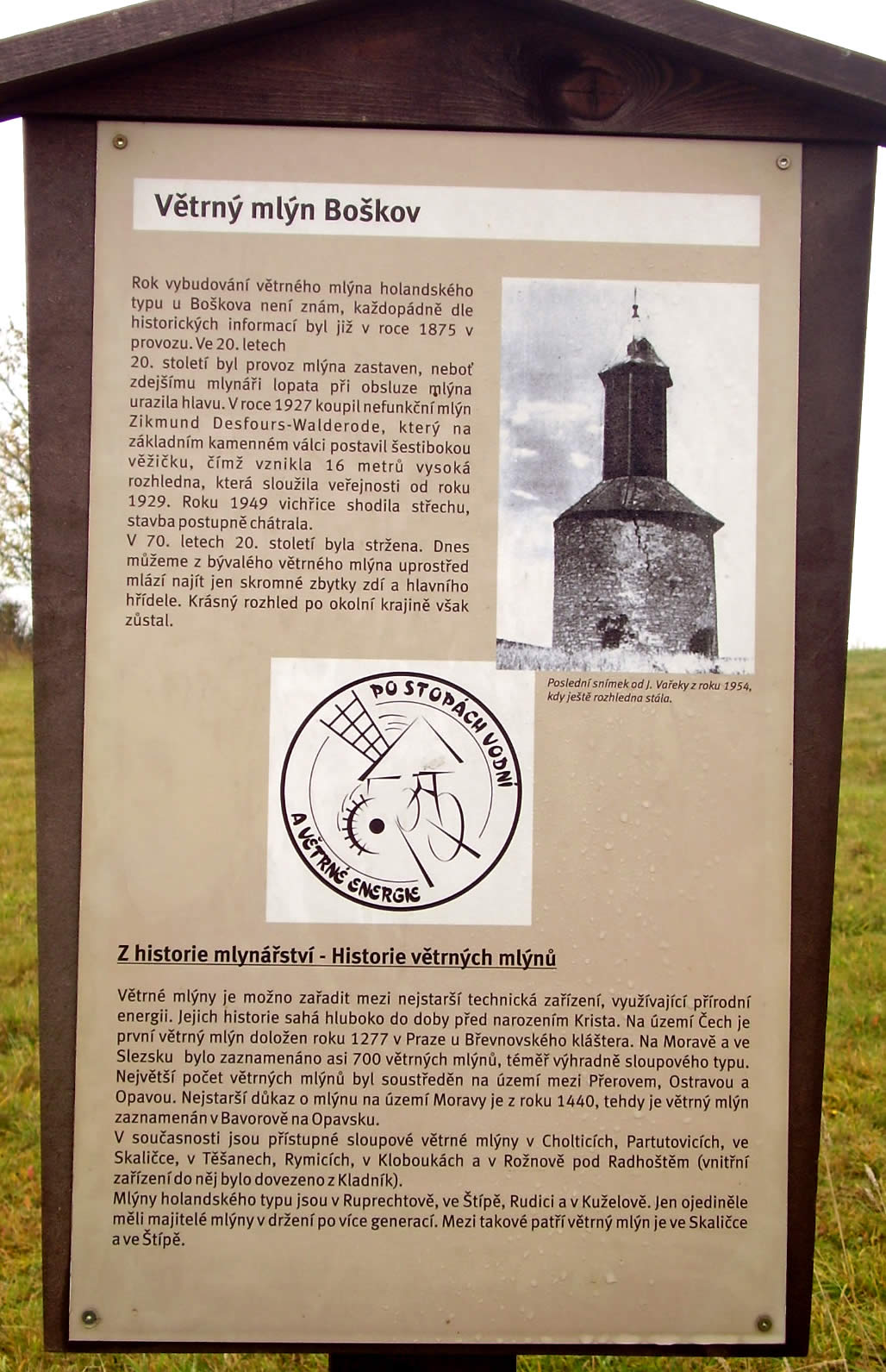

## Pamětihodnosti

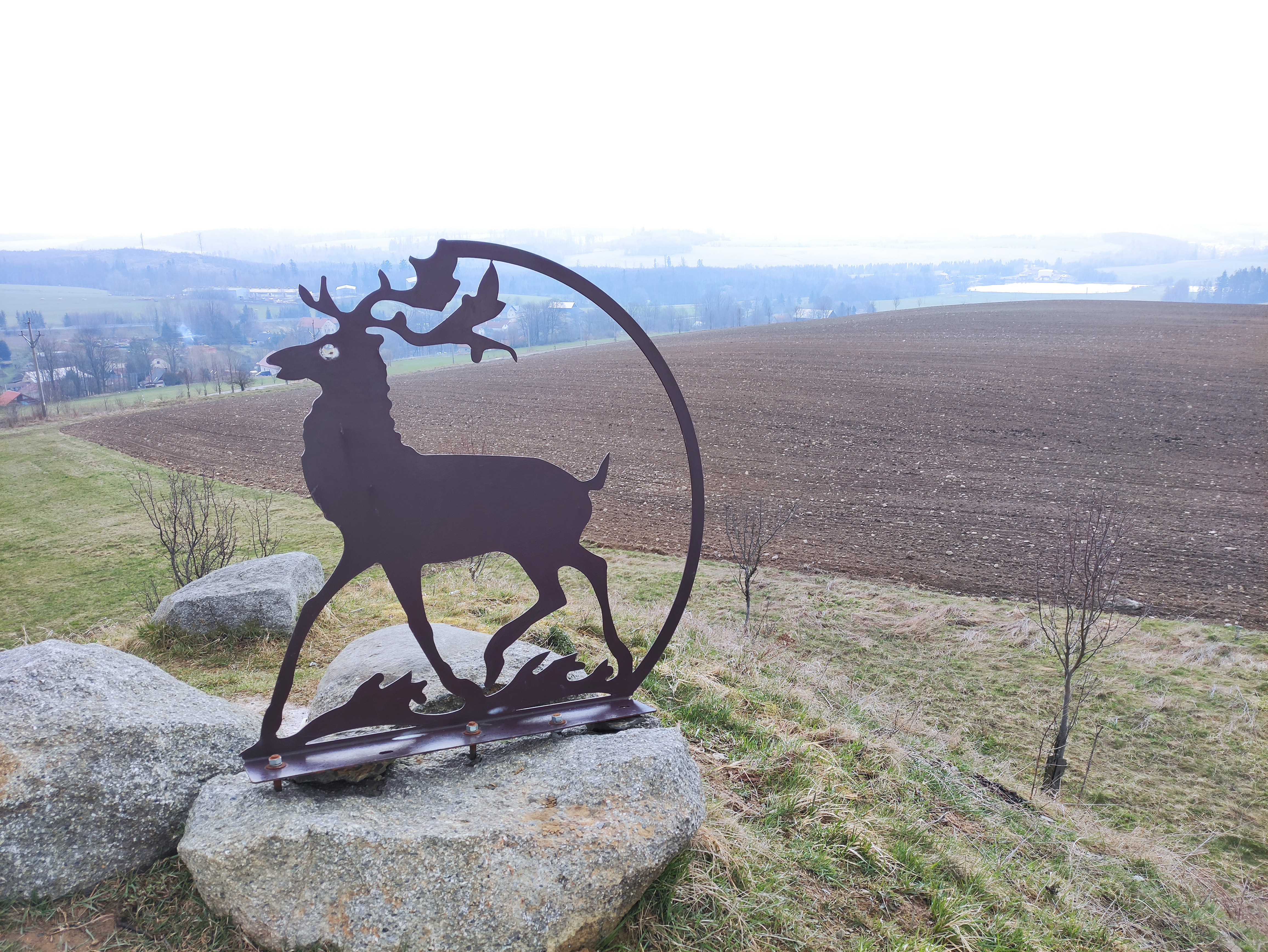
Vyhlídka U jelena

Kostel sv. Maří Magdaleny ze 16. století byl původně protestantský, později katolický. V 90. létech 20. století byla vyměněná břidlicová střecha za novou z kanadského šindele, zdivo je ve špatném stavu. Mše se konají jedenkrát ročně. U kostela je hřbitov.
V poli na jižním okraji obce stojí také kaple, pochází z počátku 20. století. Původně byla ve špatném stavu, nyní rekonstruována jako myslivecká chata.
Roku 1821 byla zřízená u Boškova tzv. Skelná huť, německy Glashütte (poblíž Olomouckého kopce), byl to pobočný závod Reichovy továrny v Krásně u Valašského Meziříčí. V továrně se vyráběly sodovkové láhve, cylindry, lékařské láhve, sklenice a jiné. Odvoz ke dráze byl svízelný. Výroba se tím prodlužovala a roku 1908 musela být výroba zastavena. Boškovští občané velmi usilovali v roce 1898 o zřízení železniční odbočky, čímž by byla továrna zachráněna. Ke stavbě železniční trati však nikdy nedošlo.
Za zmínku stojí i ruiny větrného mlýna na kopci cca 1 km jižně od vsi, kde se již nachází jen vyhlídka U jelena. Rok vybudování větrného mlýna holandského typu není znám, podle historických informací byl v provozu nejméně od roku 1875. V roce 1927 koupil nefunkční mlýn Zikmund Desfours-Walderode, který na základním kamenném válci postavil šestibokou věžičku, čímž vznikla 16 m vysoká rozhledna, která sloužila veřejnosti od roku 1929. Roku 1949 shodila střechu vichřice a stavba postupně chátrala. V 70. letech 20. století byla stržena a dnes zbyl z bývalého větrného mlýna jen val naznačující zbytky zdí. V 21. století zde byla postavena vyhlídka U jelena na jejímž vrcholu je plastika jelena vytvořená z ocelového plechu. Z místa je krásný rozhled po okolní krajině Nízkého Jeseníku, za dobrého počasí je vidět i vrchol Hrubého Jeseníku – Praděd, východním směrem lze vidět televizní vysílač u Veselí (okres Nový Jičín) a šest větrných elektráren.

## Vodstvo
Vodstvo Boškova jsou přítoky řeky Velička patřící do povodí řeky Bečva (přítok řeky Morava, povodí Dunaje a úmoří Černého moře). Boškovem protéká Boškovský potok a v jižní části katastru obce je Bradelný potok. Na území obce se nacházejí dva rybníky.

## Další informace
Do Boškova nevede turistická značka, ale pouze cyklostezka.
Přibližně 2,9 km severně, ve vojenském újezdu Libavá, se nacházela zaniklá obec Heřmánky a poblíž bývalý vodní Hermesův Mlýn.